# Skakava Donja
Skakava Donja je naseljeno mjesto u sastavu distrikta Brčko, BiH.

## Geografski položaj
Mjesto se prostire ispod padina planine Majevice, u jugoistočnom ravničarskom predjelu bosanske Posavine. Kroz selo protiče rijeka Tinja, koja se kod Brčkog ulijeva u Savu. Naselje se nalazi 15 kilometara zapadno od samog grada a na putu Tuzla-Brčko.

## Stanovništvo
| Skakava Donja      |                |                |                |
| godina popisa      | 1991.          | 1981.          | 1971.          |
| Hrvati             | 2.175 (95,73%) | 2.513 (95,98%) | 2.604 (97,23%) |
| Srbi               | 40 (1,76%)     | 58 (2,21%)     | 60 (2,24%)     |
| Muslimani          | 2 (0,08%)      | 1 (0,03%)      | 0              |
| Jugoslaveni        | 12 (0,52%)     | 36 (1,37%)     | 1 (0,03%)      |
| ostali i nepoznato | 43 (1,89%)     | 10 (0,38%)     | 13 (0,48%)     |
| ukupno             | 2.272          | 2.618          | 2.678          |

Već krajem 1960-ih započeo je val iseljavanja najprije u Hrvatsku, a ubrzo zatim u zapadnoeurposke zemlje, prije svega Njemačku, Austriju i Švicarsku.

## Gospodarstvo
Slaba industrijska razvijenost, a često i politička nepodobnost (Hrvati ovih krajeva izrazito su odani vjeri i crkvi) za zapošljavanje u državnim službama i poduzećima bivšeg sistema, samo su pojačali trend iseljavanja. U mjestu su djelovali sitni obrtnici, a najveći dio novca priljevao se od radnika na radu u Hrvatskoj odnosno od iseljenika, ljudi na takozvanom privremenom radu u inozemstvu.
Mjesto je imalo osnovnu školu koja je u 1970-ih godinama bila pretrpana učenicima, koji su nastavu morali pohađati u više smjena dok je pred sam rat samo jedna učionica bila dovoljna za sva četiri razreda učenika. Možda je ova činjenica i najbolji pokazatelj iseljavanja ovdašnjeg stanovništva.

## Rat
Rat koji je ovaj kraj zahvatio u prvoj polovici 1992. godine dovela je skoro do potpune obustave društvenog života jer su sve snage bile koncentrirane na obranu ovih područja. Legendarna 108. brčanska HVO brigada organizirala je i provela tu obranu do konačnog završetka rata.
Nakon rata, Daytonskim sporazumom Skakava kao i sva mjesta bivše brčanske općine dobila je posebni status Distrikt Brčko, koji u sklopu BiH ima svoje zakone, proračun i policiju.

## Šport
- NK Napredak Skakava Donja